# Эксбери
Эксбери (англ. Exbury) — деревня в графстве Гэмпшир в Англии. В окрестностях значительными угодьями владеют Ротшильды. Входит в общину Эксбери и Лип (англ. Exbury and Lepe) с населением в 174 человека (по данным переписи 2011 года).

## История
Люди жили в районе Эксбери с доисторических времён. Поселение известно с XIII века. С 1718 года деревней владели Митфорды. В 1880-х они продали свои владения. Современная деревня была построена как место для размещения работников усадьбы Эксбери. Сегодня большая часть домов находится в частном владении. В XIX веке деревня была перемещена на новое место. Каменная церковь с башней была освящена в 1827 году. Exbury House был в 1919 году куплен Лайонелом Натаном де Ротшильдом. Он же развёл рядом ставшие знаменитыми сады. В 1942, когда очередной Ротшильд умер, здание использовалось Королевским Флотом для планирования военных операций и тренировок. После войны им снова владели Ротшильды.

## Галерея

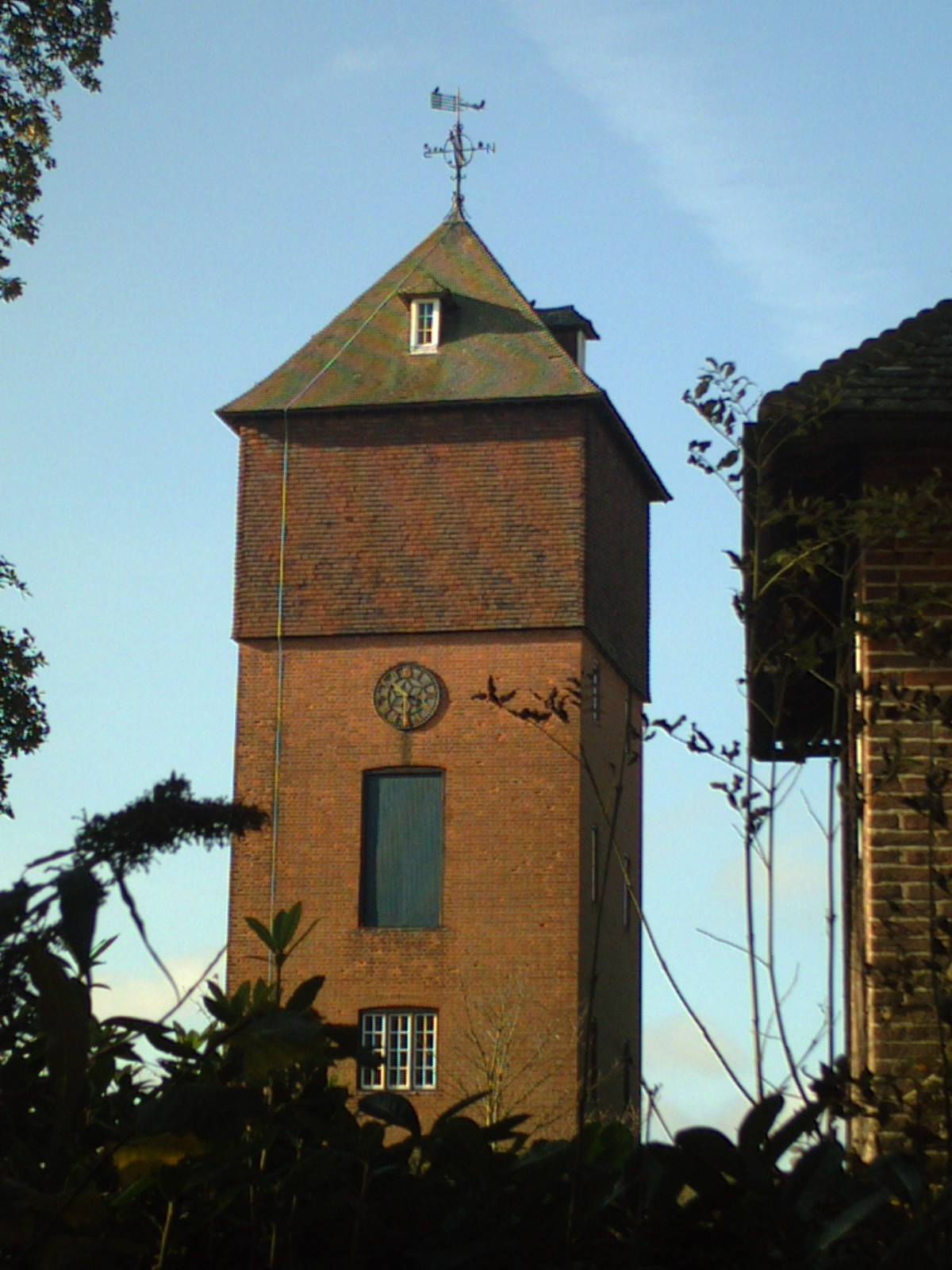
Водонапорная башня для садов, местная достопримечательность (как и сами сады)
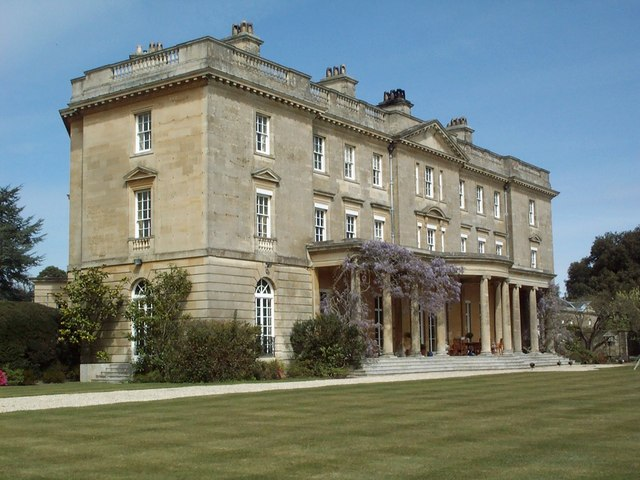
Exbury House
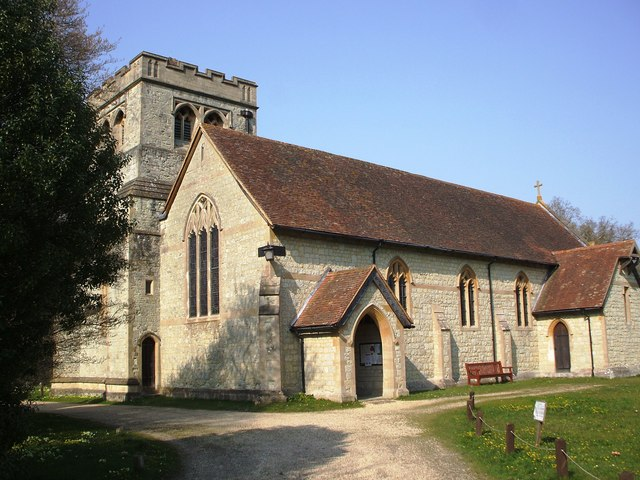
Церковь